# Феррейра дос Сантос, Мадсон
Ма́дсон Ферре́йра дос Са́нтос, более известный как Ма́дсон (порт. Madson Ferreira dos Santos; род. 13 января 1992 года, Вера-Крус, штат Баия) — бразильский футболист, правый защитник «Сантоса».

## Биография
Мадсон — воспитанник академии клуба «Баия». В основном составе «трёхцветных» дебютировал 30 января 2011 года в домашнем матче против «Флуминенсе» из Фейра-ди-Сантаны в ходе чемпионата штата. «Баия» уступила со счётом 1:2, а Мадсон отыграл весь матч.
В 2012 году регулярно выступал за основу в победном чемпионате штата Баия. Защитник дебютировал в Серии A чемпионата Бразилии 23 сентября в гостевой игре с «Интернасьоналом». «Баия» проиграла со счётом 1:3. В 2013 году стал твёрдым игроком основы «Баии», а в 2014 году, во второй раз став чемпионом штата, Мадсон отправился в аренду в АБС. По завершении аренды у игрока закончился контракт с «Баией», и в январе 2015 года он подписал контракт с «Васко да Гамой».
Сезон сложился неудачно дла «Васко», который вылетел в Серию B. Мадсон был одним из ключевых игроков в оборонительной линии, и остался в команде и в следующем году. «Адмиралы» добились возвращения в элиту бразильского футбола. Кроме того, в 2015 и 2016 годах «Васко да Гама» становился чемпионом штата Рио-де-Жанейро. В январе 2018 года Мадсон перешёл в «Гремио».
В чемпионате штата Риу-Гранди-ду-Сул 2018 Мадсон регулярно играл в основе и помог своей новой команде стать чемпионом. Однако в чемпионате Бразилии игрок проиграл конкуренцию Лео Моуре, и в 2019 году отправился в аренду в «Атлетико Паранаэнсе». Вместе с «фураканом» выиграл Кубок обладателей Кубка Джей-лиги и Южноамериканского кубка — команда была действующим обладателем ЮАК. Кроме того, Мадсон помог «атлетам» впервые в истории выиграть Кубок Бразилии, а также стабильно играл в Серии A. 14 декабря 2019 года защитник подписал контракт с «Сантосом».
Мадсон сыграл только в трёх матчах Лиги Паулисты в 2020 году, но после начала чемпионата Бразилии (задержанного в связи с пандемией COVID-19) он стал стабильно играть в основном составе. Кроме того, Мадсон провёл восемь матчей в розыгрыше Кубка Либертадорес 2020 и помог своей команде выйти в финал турнира.

## Титулы и достижения
- Чемпион штата Рио-де-Жанейро (2): 2015, 2016
- Чемпион штата Риу-Гранди-ду-Сул (1): 2018
- Чемпион штата Баия (2): 2012, 2014
- Чемпион Кубка Бразилии (1): 2019
- Победитель Кубка обладателей Кубка Джей-лиги и Южноамериканского кубка (1): 2019
- Финалист Кубка Либертадорес (1): 2020